# Kvadrilliárd
Kvadrilliárd más néven tíz a huszonhetediken: 1027 . Kiírva: 1 000 000 000 000 000 000 000 000 000
A kvadrilliárdot jelentő SI-prefixum: ronna.